# Langues brittoniques occidentales
 (août 2025).
Les langues bretonnes occidentales (gallois : Brythoneg Gorllewinol) comprend deux dialectes entre lesquels le brittonique commun s'est scindé au début du Moyen Âge ; son homologue était l'ancêtre des langues brittoniques du Sud-Ouest . La raison et la date de cette scission sont souvent avancées comme la bataille de Deorham en 577, au cours de laquelle les Saxons victorieux du Wessex coupèrent en deux la Bretagne de langue brittonique, ce qui entraîna le développement séparé des branches occidentale et sud-ouest.
Selon cette catégorisation, les langues brittoniques occidentales étaient parlées au Pays de Galles, dans l'ouest de l'Angleterre et dans le Hen Ogledd, ou « Vieux Nord », une région du nord de l'Angleterre et du sud de l'Écosse. Une langue occidentale a évolué vers le vieux gallois, puis vers le gallois moderne ; la langue de yr Hen Ogledd, Cambrien, s'est éteint après l'expansion du Dál Riata système politique parlant le moyen irlandais. Le brittonique du sud-ouest est devenu l'ancêtre du cornique et du breton.
Alan James a cependant suggéré un modèle contraire dans lequel le Cambrien, et le picte étaient plus étroitement liés l'un à l'autre qu'ils ne l'étaient au gallois. 